# Artear
Arte Radiotelevisivo Argentino (Artear) és una empresa pertanyent al Grupo Clarín, dedicada a la producció i emissió de diversos canals de televisió tant de televisió oberta com de cable. El seu centre de producció de continguts, inaugurat en 2017, es va convertir en el més avançat d'Amèrica Llatina tant en dimensions com en tecnologia.

## Història
L'empresa Artear va ser fundada en 1989, per a participar del procés de licitació dels canals 11 i 13 de Buenos Aires (fins a aquest moment propietat de l'Estat Nacional); el 22 de desembre de 1989, es va adjudicar la llicència de LS 85 TV Canal 13, de la qual és propietària fins a l'actualitat.
Juntament amb la llicència LS 85 TV l'empresa Artear va adquirir tots els béns i es va fer càrrec del personal que fins al moment pertanyien a l'empresa Proartel S.A. (Producciones Argentinas de Televisión), antiga companyia de Goar Mestre i associats, operadora de Canal 13, la qual havia estat estatizada l'any 1973 i va ser liquidada per l'Estat Nacional en 1989 al costat de la privatització de la llicència.
Entre els béns de Proartel es troba l'immoble del carrer Cochabamba 1153, en el barri porteny de Constitución, on actualment té la seu Artear i on es troben els estudis des d'on emet la majoria dels senyals de TV de la qual és operadora. Segons el publicat en el diari Tiempo Argentino aquest predi sobre Cochabamba i amb entrada també pel carrer Lima 1261 és propietat encara avui de l'Estat Nacional Argentí. Aquest predi va ser lliurat a Artear en 1989 per l'Estat en comodat per cinc anys amb opció de compra. En 1994 Artear va comunicar a l'Estat la seva voluntat de conèixer el valor de l'immoble, però l'empresa va considerar el preu molt alt i va impugnar la taxació realitzada pels organismes oficials, aquesta operació es va repetir diverses vegades, l'empresa demanava una valoració del predi per a després rebutjar-la. El comodat amb opció de compra va vèncer el 12 de gener de 1995, però per una resolució de la Secretaria de Mitjans de la Nació, Artear compta amb el benefici d'usar gratuïtament el predi valorat el 16 de setembre de 2009 en més de 14 milions de pesos. L'ex funcionari del govern de Carlos Menem, Guillermo Seita, va establir una pròrroga del comodat “fins que culmini el tràmit d'opció”, la qual cosa implica que fins que l'Estat arribi a un acord amb Artear, l'empresa continuaria ocupant i utilitzant l'immoble gratuïtament.
LL'empresa Artear desmenteix el publicat pel diari Tiempo Argentino i sosté que el predi on es troba l'empresa ha estat adquirit mitjançant l'opció de compra que va establir el decret d'adjudicació del canal i que els terrenys es troben escripturats a nom d'Artear.
En 2009, se suscitaren interferències que afectaren El Trece Satelital, Todo Noticias i Radio Mitre, entre altres senyals de cable de Artear. Van ocórrer el 24, 25, i 26 de març i el 5 i 6 de maig. La causa va ser: "problemes d'interferències intermitents generades de forma no intencional pel mal funcionament d'un Amplificador d'Alta Potència operat per un altre respectable client de molts anys de Intelsat que utilitza el satèl·lit IS-3R, fora del territori de la República Argentina".
En 2011, segons una publicació del web Noticias Urbanas, els veïns del barri de Constitución van denunciar que l'empresa Artear ocupa des de 2009 sense autorització un terreny que es troba enfront de la seva seu i és propietat del Govern de la Ciutat de Buenos Aires. El terreny va ser annexionat com un segon estacionament privat i és un solar que es troba sobre el carrer Lima sota el nus d'autopistes situat en l'Avinguda 9 de Juliol. Després de les denúncies al juny de 2011 Artear i la Ciutat haurien signat un conveni per a legalitzar l'ocupació.
El 31 de gener de 2016, durant el migdia, va ocórrer un incendi a l'edifici d'Artear, situat a Constitución, on es troben els senyals. Aquest va obligar a l'evacuació total de totes les oficines d'Artear, per la qual cosa al voltant de les 13.35 hs., El Trece i TN i els altres canals de l'empresa, van sortir de l'aire, fins i tot després d'estar emetent en viu. Segons es va informar, no va haver-hi ferits de gravetat, i l'origen de l'incendi es va donar en uns habitació d'andròmines, que hauria afectat alguns estudis i oficines dins de l'edifici. El canal va tornar a l'aire a les 16:14 hs., amb la transmissió des de la ciutat costanera de Mar del Plata del programa Almorzando con Mirtha Legrand, que havia estat interromput en viu. No obstant això, als pocs minuts, el senyal es va tornar a caure, però es va restablir més tard.
Quant a TN, el senyal va tornar a l'aire passades les 16.30 hs, en una transmissió d'emergència des dels afores de l'edifici, així també com el missatge que la Ministra de Seguretat nacional Patricia Bullrich va donar al lloc del sinistre.

## Mitjans de comunicació

### Canales de televisió oberta
| LS 85 TV | eltrece (Buenos Aires)   | Capital Federal i GBA Argentina |
| LV 81 TV | El Doce (Córdoba)        | província de Córdoba            |
| LU 93 TV | El Seis (Bariloche)      | San Carlos de Bariloche         |
| LU 81 TV | Canal 7 (Bahía Blanca)   | Gran Bahía Blanca               |
| CXB7 TV  | Canal 7 (Punta del Este) | Maldonado, Uruguai              |

### Canals de televisió de pagament
| Emissora                   | Temàtica                   | Àrea de cobertura             | Notes |
| -------------------------- | -------------------------- | ----------------------------- | --- |
| TN                         | Notícies                   | Nacional                      | |
| eltrece Internacional      | Generalista                | Amèrica (excepte l'Argentina) | Subjecta a disponibilitat tècnica i geogràfica i drets de transmissió.                                                                                          |
| eltrece Satelital          | Generalista                | Nacional                      | Senyal diferenciat de eltrece que s'emet únicament cap a l'interior del país, pels cableoperadores dels pobles i ciutats. Està subjecta a drets de transmissió. |
| Ciudad Magazine            | Varietats                  | Nacional                      | |
| Metro                      | Varietats                  | Nacional                      | Senyal produït per Artear. |
| Volver                     | Cinema i sèries clàssiques | Nacional                      | |
| Quiero música en mi idioma | Música                     | Nacional                      | |
| Canal (a)                  | Cultural                   | Nacional                      | |
| America Sports             | Esportiu                   | Nacional                      | |
| TyC Sports                 | Esportiu                   | Nacional                      | Inclou els senyals esporàdics TyC Sports 2 (exTyC Max) i TyC Sports 3.                                                                                          |
| TyC Sports Internacional   | Esportiu                   | Amèrica (excepte l'Argentina) | Senyal diferenciat de TyC Sports que deté els drets de transmissió de la Superlliga l'Argentina de Futbol per a la resta del continent americà.                 |
| Red Somos (Cablevisión)    | Varietats                  | Nacional                      | Programació diferenciada a cada localitat. |

### Ràdios
| Indicatiu | Emissora                 | Freqüència     | Àrea de cobertura |
| --------- | ------------------------ | -------------- | ----------------- |
| LR6       | Radio Mitre Buenos Aires | AM 790         | Gran Buenos Aires |
|           | Radio Mitre Córdoba      | AM 810/FM 97.9 | Gran Córdoba      |
|           | Radio Mitre Rosario      | FM 96.5        | Gran Rosario      |
|           | Radio Mitre Mendoza      | FM 100.3       | Gran Mendoza      |
|           | La 100                   | FM 99.9        | Gran Buenos Aires |
|           | La 100 Córdoba           | FM 102.9       | Gran Córdoba      |
|           | La 100 Rosario           | FM 105.1       | Gran Rosario      |

## Logotips

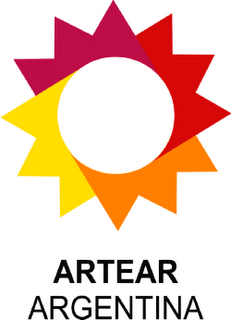
1994-2008
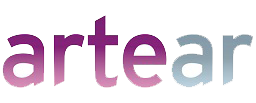
Des de 2008

## Productores
- Pol-ka: Productora de continguts televisius fundada per Fernando Blanco i Adrián Suar. S'especialitza en ficció. Actualment Artear n'és propietària del 55%
- Patagonik Film Group: Productora de continguts cinematogràfics. Artear en posseeix el 33%

### Noticiaris d'eltrece
- Arriba argentinos al matí
- Notitrece al migdia-tarde
- Telenoche
- Síntesis a la mitjanit

### Noticiaris d'El Doce (Córdoba)
- Arriba Córdoba al matí
- Noticiero Doce al migdia
- Telenoche